# Eublemma stereoscia
Eublemma stereoscia är en fjärilsart som beskrevs av Turner 1936. Eublemma stereoscia ingår i släktet Eublemma och familjen nattflyn. Inga underarter finns listade i Catalogue of Life.